# 金陵三杰
金陵三杰：南京有“艺术之都”之称，在近现代也是中国艺术的大本营。二十世纪二十年代末三十年初，吕凤子、徐悲鸿、张大千、颜文梁、吕斯百、陈之佛、高剑父、潘玉良、庞薰琹等画坛名流曾云集南京，其中徐悲鸿、张书旂、柳子谷三人被称为画坛的“金陵三杰”。